# Movimento per il controllo delle nascite negli Stati Uniti d'America

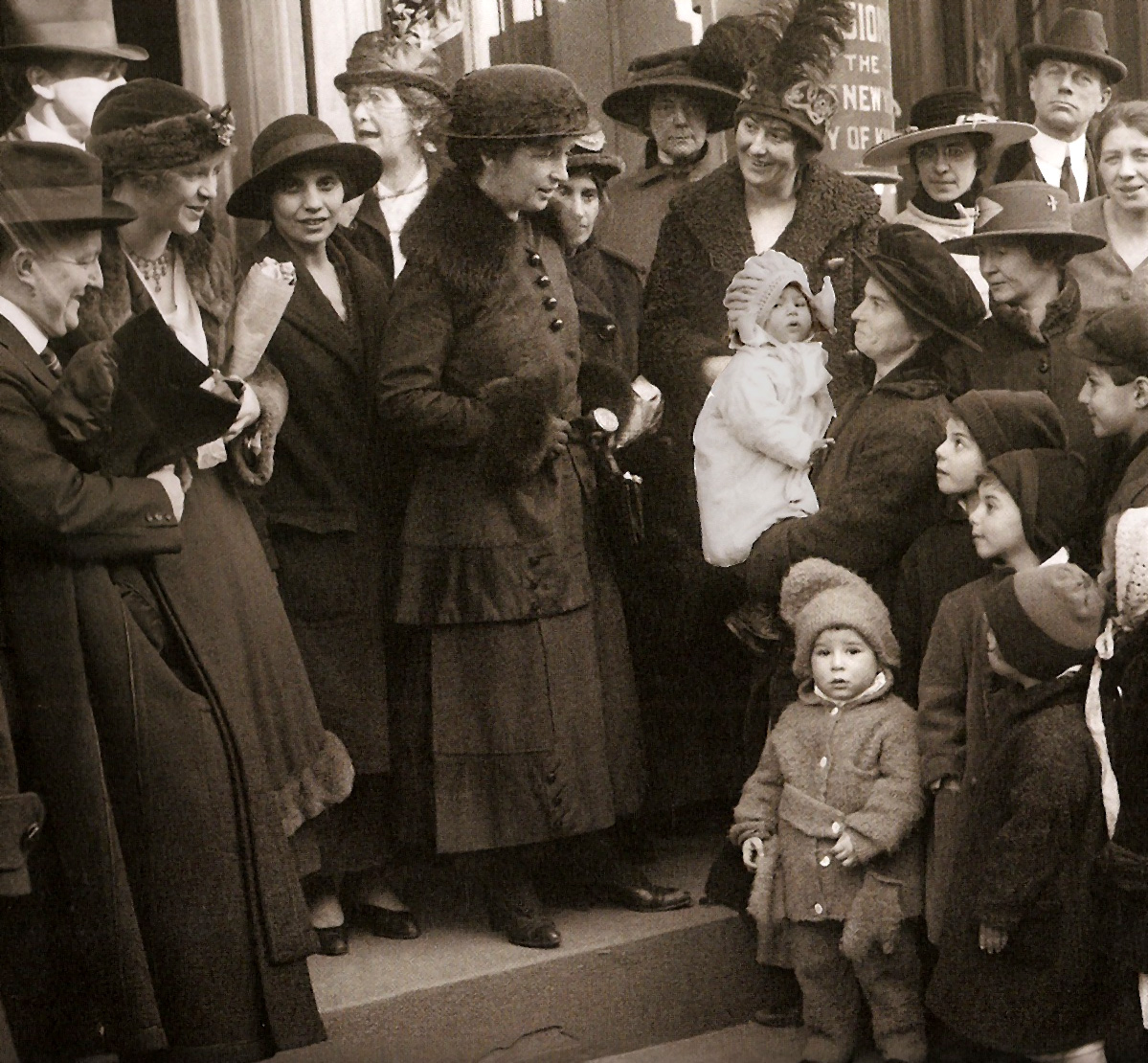
Margaret Sanger accolta dai sostenitori mentre esce dal tribunale dov'era inquisita a New York nel 1917.

Il movimento per il controllo delle nascite negli Stati Uniti d'America fu una campagna di riforma sociale svolta principalmente dal 1914 al 1945 in vaste regioni del paese; uno dei suoi obiettivi primari mirò ad aumentare la disponibilità della contraccezione (soprattutto femminile) attraverso l'educazione sessuale e la pubblicità ad essa connessa e a fare opera di pressione per la sua legalizzazione a livello federale.
Il movimento ebbe il suo inizio organizzativo nel 1914 quando un gruppo di esponenti del radicalismo politico di New York guidati dall'attivista dell'anarco-femminismo Emma Goldmann, Mary Dennett e Margaret Sanger, iniziò a preoccuparsi delle difficoltà che il parto e l'aborto auto-indotto potevano portare alle donne a basso reddito della classe operaia, con conseguenze talvolta anche assai gravi per la loro stessa incolumità fisica.
Sanger in particolare cercò contemporaneamente di connettere il controllo delle nascite al movimento organizzato dell'eugenetica negli Stati Uniti d'America, appellandosi regolarmente all'autorità degli studiosi come Karl Pearson, Charles Davenport e altri nel suo Birth Control Review fin dagli inizi degli anni 1920. Tali figure di ricercatori cercarono di prevenire l'esistenza di alcuni segmenti di popolazione che ritennero geneticamente "indesiderati", impedendo la riproduzione di alcune specifiche categorie.
Mentre stava cercando una legittimità autorevole per il movimento, in parte attraverso l'approvazione dell'eugenetica organizzata, Sanger assieme ad altri attivisti lavorarono anche sul fronte politico. Dal momento che qualsiasi tipo di educazione o pratica (o anche solo riferimento) volti alla contraccezione veniva in quel periodo storico considerato come semplicemente criminalizzato in quanto "oscenità", gli attivisti mirarono all'abrogazione delle cosiddette Leggi Comstock le quali proibivano ogni distribuzione di materiale informativo ritenuto "osceno, immorale e/o lascivo" tramite il servizio postale.
Sperando in tal modo di provocare una decisione legale favorevole Sanger deliberatamente violò la legge in vigore facendo distribuire pubblicamente The Woman Rebel, una newsletter contenente varie discussioni inerenti alla contraccezione e alla prevenzione della gravidanza. Nel 1916 aprì la prima clinica per il controllo delle nascite negli Stati Uniti; ma questa venne immediatamente fatta chiudere dalla polizia e Sanger condannata a 30 giorni di prigione.
Un importante punto di svolta per il movimento giunse nel corso della prima guerra mondiale, quando a molti militari vennero diagnosticate tutta una serie di malattie sessualmente trasmissibili; la risposta federale incluse una campagna di salute pubblica che venne a considerare il rapporto sessuale e i metodi contraccettivi come questioni sociali rilevanti e argomenti legittimi di ricerca scientifica.
Questa fu la prima volta che un'istituzione governativa statunitense s'impegnò in una discussione pubblica e sostanziale sulle questioni sessuali; come sua diretta conseguenza la contraccezione si trasformò da una questione ancorata al discrimine "morale" ad un problema inerente al benessere della generalità della popolazione. Incoraggiata dal graduale mutamento di atteggiamenti da parte della società civile e dell'opinione pubblica Sanger contribuì a fondare una seconda clinica nel 1923: in quest'occasione non vi furono né arresti né controversie.
Nel corso degli anni 1920 la discussione e il dibattito pubblico sui metodi contraccettivi si fece via via più comune ed il termine "controllo delle nascite" si venne saldamente a stabilire all'interno del linguaggio della nazione. La sempre più diffusa disponibilità della contraccezione segnò la transizione e il punto di svolta nel passaggio dalle più severe e represse abitudini sessuali dell'era vittoriana ad una società maggiormente permissiva nelle materie sessuali.
Le vittorie legali ottenute durante gli anni 1930 continuarono ad indebolire sempre più il fronte arroccato sulle legislazioni anticoncezionali. I successi realizzati grazie alle sentenze giudiziarie favorevoli motivarono l'American Medical Association nel 1937 ad adottare la contraccezione come componente fondamentale dei curricula scolastici medici; ma la comunità nella sua generalità si dimostrò assai lenta ad accettare questa nuova responsabilità tanto che le donne continuarono a contare su consigli contraccettivi non sicuri e inefficaci provenienti da fonti mal informate.
Nel 1942 sarà costituita la Planned Parenthood, portando alla creazione di una rete nazionale di cliniche per il controllo delle nascite. Dopo la seconda guerra mondiale il movimento per la legalizzazione della contraccezione giunse ad una sua graduale conclusione, dal momento che l'argomento del controllo delle nascite fu completamente abbracciato dalla classe professionale medica e le rimanenti leggi anticoncezionali non vennero più applicate.

## Contraccezione nel XIX secolo

### Pratiche di controllo delle nascite
La pratica del controllo delle nascite fu comune anche prima del 1914, quando prese il via il movimento per la legalizzazione della contraccezione. Alcune delle tecniche includevano il metodo Ogino-Knaus, il coito interrotto, il diaframma, la spugna contraccettiva, il profilattico e lo spermicida.
L'uso dei contraccettivi aumento per tutto il XIX secolo, contribuendo significativamente ad una riduzione del tasso di fecondità totale innanzi tutto nei maggiori centri urbani del paese. L'unico sondaggio noto condotto durante il XIX secolo sulle abitudini contraccettive americane venne eseguito dalla dottoressa Clelia Mosher tra il 1892 e il 1912.
L'indagine si basò su un piccolo campione di donne di classe superiore e giunse a dimostrare che la maggior parte di esse utilizzava una qualche forma di contraccezione, principalmente la "pompetta vaginale", ma anche il coitus interruptus, il metodo ritmico naturale, i preservativi e il pessario; interpretarono inoltre la sessualità come un atto piacevole che avrebbe potuto essere intrapreso anche senza l'obiettivo obbligatorio della procreazione.

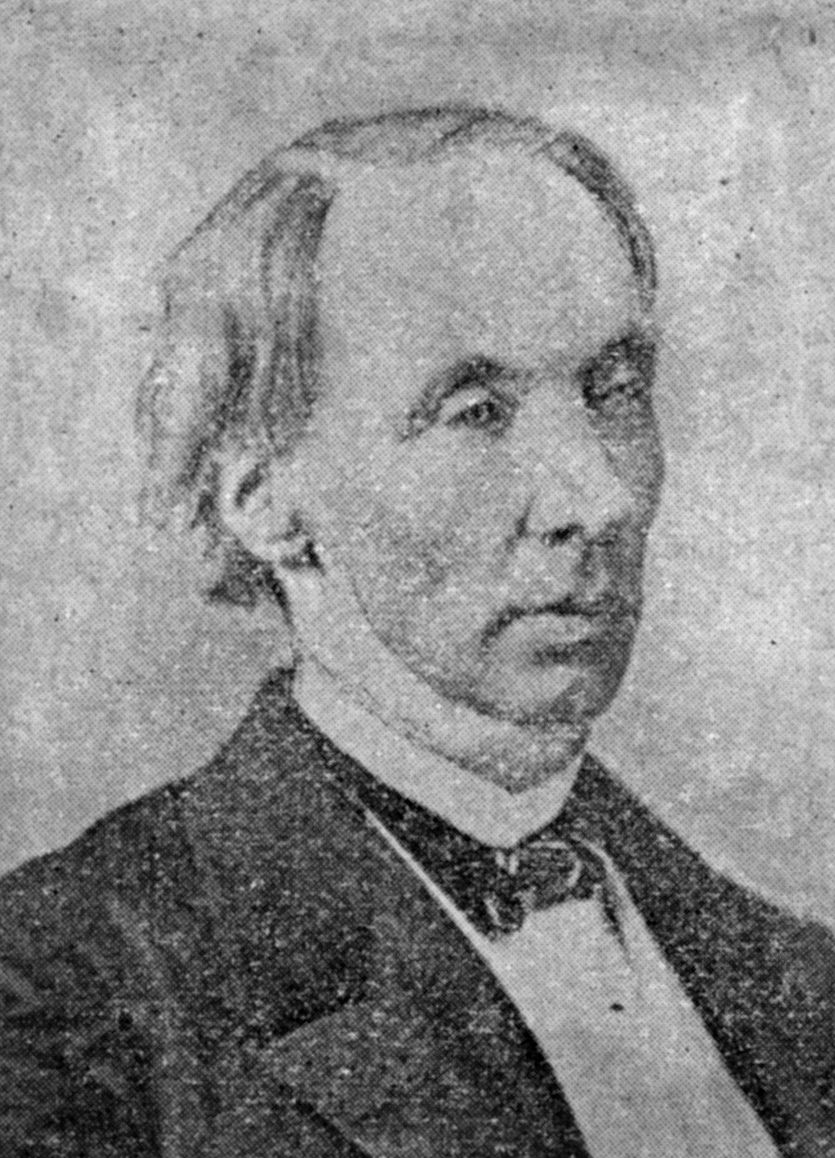
Ritratto di Robert Dale Owen; fu il primo a scrivere un libro sul controllo delle nascite negli Stati Uniti d'America nel 1831.

Anche se i contraccettivi risultarono essere relativamente comuni nel ceto medio e superiore, l'argomento fu assai raramente discusso in pubblico. Il primo libro pubblicato negli Stati Uniti d'America che si avventurò a discutere sulla contraccezione fu Moral Physiology; or, A Brief and Plain Treatise on the Population Question, fatto pubblicare nel 1831 dal riformatore sociale Robert Dale Owen; il testo suggerì che pianificazione familiare fosse uno sforzo lodevole e che la gratificazione sessuale - senza alcuno scopo riproduttivo - non fosse affatto immorale.
Owen raccomandò il coitus interruptus, ma discusse anche di spugne e preservativi. Al suo libro seguì Fruits of Philosophy: The Private Companion of Young Married People, fatto pubblicare nel 1832 da Charles Knowlton e che raccomandò la "spugnetta vaginale". Knowlton finirà per essere condannato dalla corte del Massachusetts a 3 mesi di carcere dopo essere stato denunciato per oscenità.
Le pratiche di controllo delle nascite vennero generalmente adottate nel continente europeo ben prima che in America. Il libro di Knowlton venne ristampato nel 1877 nel Regno Unito sotto la supervisione di Charles Bradlaugh e Annie Besant, con l'obiettivo precipuo di lanciare il guanto di sfida contro le leggi anti-oscenità allora in vigore. I due attivisti vennero arrestati (e successivamente assolti), ma la pubblicità creatasi attorno al processo contribuì alla formazione nel 1877 della "Lega malthusiana" (ispirata al malthusianesimo): il primo gruppo di difesa del controllo delle nascite al mondo.
Esso cercò di far limitare la crescita della popolazione per evitare le terribili previsioni pronosticate dal pastore dell'anglicanesimo Thomas Robert Malthus, ossia la crescita esponenziale della popolazione la quale non avrebbe potuto far altro che condurre alla povertà e alla carestia globale. Nel 1930 in quasi tutti i paesi europei erano state istituite società del tutto simili; il controllo delle nascite cominciò così a trovare l'accettazione nella maggior parte dell'Europa Occidentale, con l'eccezione dell'Irlanda fortemente ancorata al cattolicesimo, della Spagna e della Terza Repubblica Francese.
Poiché tali organizzazioni si diffusero un poco alla volta in tutta Europa, anche le cliniche ad esse associate iniziarono a sorgere. La prima al mondo venne fondata nei Paesi Bassi già nel 1882, gestita dalla prima laureata in medicina olandese, la femminista Aletta Jacobs. La prima clinica inglese sarà invece fondata a Londra nel 1921 dalla promotrice dell'eugenetica e dei diritti delle donne Marie Stopes.

### Contraccezione fuorilegge
La contraccezione rimase legale negli Stati Uniti per la maggior parte del XIX secolo, ma durante gli anni 1870 crebbe e si sviluppò un "Movimento di purezza sociale"; ebbe come obiettivo quello di mettere fuorilegge il "vizio" in generale e l'oscenità e la prostituzione in particolare. Composto a grandi linee da moralizzatori affiliati al protestantesimo e da donne rappresentanti il ceto medio, la campagna in perfetto stile vittoriano attaccò anche la contraccezione la quale venne considerata come una pratica immorale atta a promuovere la prostituzione e le malattie sessualmente trasmissibili.

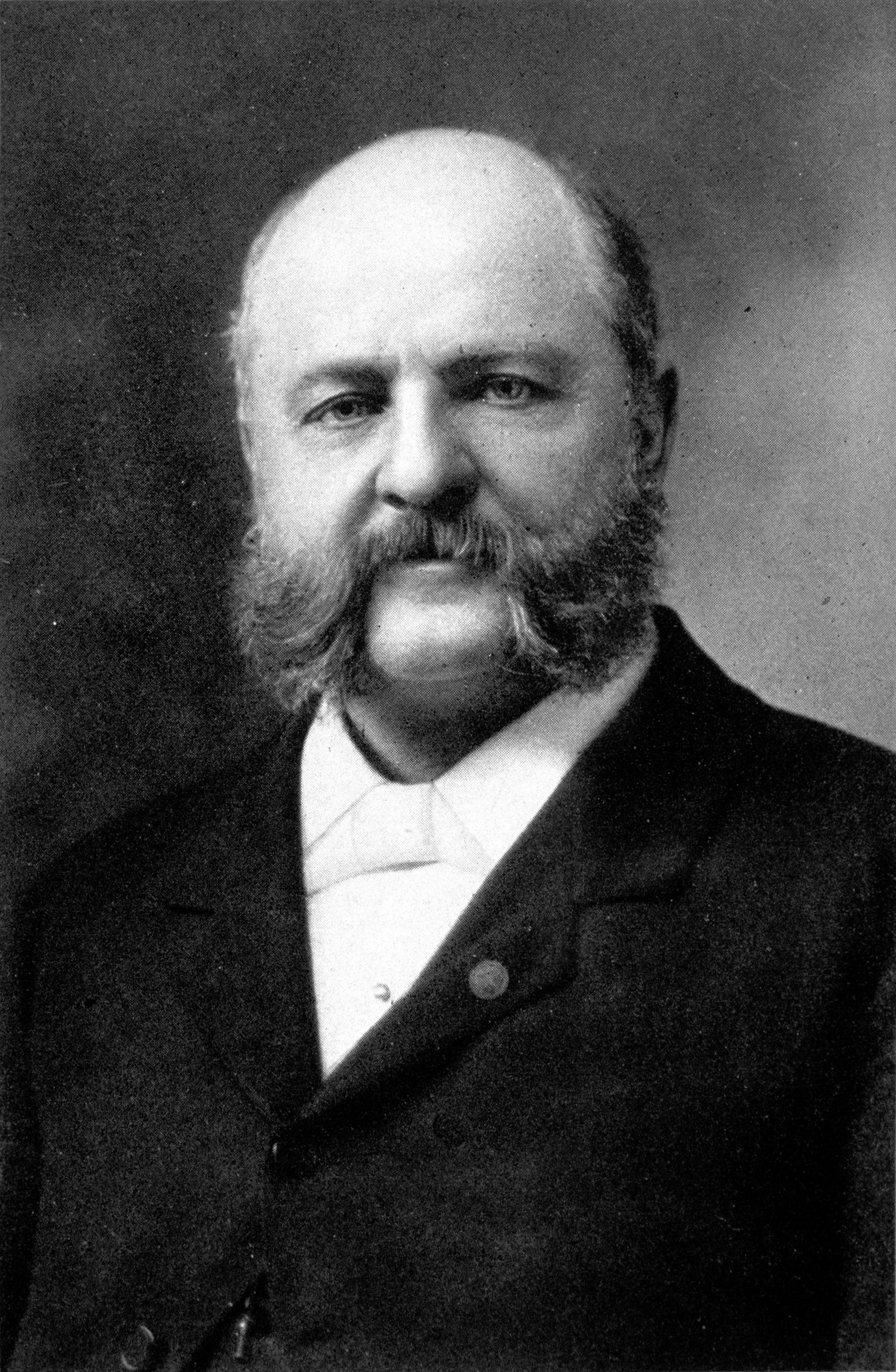
Ritratto di Anthony Comstock, il responsabile delle misure legislative anti-contraccettive statunitensi.

Anthony Comstock, un ispettore del servizio postale nonché leader del "Movimento per la purezza", si occupò con pieno successo del passaggio parlamentare e della successiva approvazione della Comstock Act nel 1873; una legge federale che proibì la spedizione di "qualsiasi articolo o oggetto progettato o destinato alla prevenzione del concepimento o del procurato aborto": ciò comprese inoltre qualsiasi tipo d'informazione contraccettiva.
Anche molti degli Stati federati degli Stati Uniti d'America fecero promulgare legislazioni simili (conosciute congiuntamente come Leggi Comstock), a volte estendendo la legge federale vietando l'uso e la distribuzione di contraccettivi. Comstock ebbe a dichiarare tutto il proprio orgoglio nell'essere stato personalmente responsabile di migliaia di arresti e della distruzione di centinaia di tonnellate di libri e opuscoli.
Comstock e i suoi alleati mirarono anche a colpire il Libertarismo e quegli utopisti che avevano creato il "Movimento del libero amore", un'iniziativa volta alla promozione della liberazione sessuale, dell'uguaglianza sociale delle donne e dell'abolizione dell'istituto matrimoniale. I sostenitori del libero amore furono l'unico gruppo ad opporsi attivamente alle Leggi Comstock negli ultimi decenni del XIX secolo, ponendo in tal modo le basi per il futuro Movimento per il controllo delle nascite.
Gli sforzi condotti dai libertari non riuscirono ad ottenere grandi risultati e all'inizio del XX secolo sia il governo federale che quelli Statali cominciarono a far applicare le Leggi Comstock ancora più rigorosamente. In risposta a questo giro di vite repressivo la contraccezione divenne sempre più un atto sotterraneo e nascosto, ma non si estinse.
Il numero di pubblicazioni su tema diminuì in maniera notevole e quelle poche pubblicità che continuarono a venir fatte utilizzarono degli eufemismi come "aiuti coniugali" o "dispositivi igienici". Le farmacie continuarono a vendere il profilattico come "gomma di qualità" e il cappuccio cervicale come "sostenitore del ventre".

## Gli inizi

### Movimento per la libertà di parola
All'inizio del XX secolo si sviluppò un movimento più energico, concentrato nel Greenwich Village; esso cercò di rovesciare il divieto di libertà di parola e d'espressione anche nei riguardi dei temi sessuali. Ebbe il sostegno di radicali, femministe ed esponenti dell'anarchismo e dell'ateismo come Ezra Heywood, Moses Harman, D. M. Bennett e Emma Goldman; questi attivisti contrastarono regolarmente le leggi anti-oscenità e, in seguito, lo sforzo del governo il quale tentò di sopprimere il discorso critico nei confronti del coinvolgimento nella prima guerra mondiale.
Prima del 1914 il "Movimento per la libertà di parola" rimase prevalentemente concentrato sulle questioni politiche e assai raramente si spinse fino ad affrontare il tema della contraccezione.

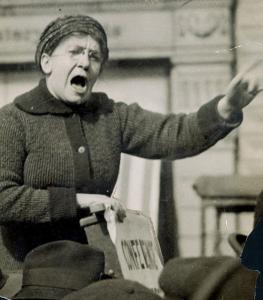
Emma Goldman fu una delle prime sostenitrici di Margaret Sanger.

Al "Circolo dei radicali, socialisti e bohemien" di Goldman si unì nel 1912 un'infermiera professionale di nome Margaret Sanger, la cui madre aveva dovuto affrontare ben 18 gravidanze in 22 anni, per poi morire a 50 anni di tubercolosi e cancro cervicale. L'anno seguente Sanger lavorò nel Lower East Side a Manhattan, prestando spesso la propria assistenza a donne povere sofferenti a causa dei parti troppo frequenti e degli aborti clandestini auto-indotti.
Dopo essere stata testimone oculare di un caso medico particolarmente tragico Sanger annotò: "dopo aver gettato la mia borsa d'infermiera in un angolo ho annunciato che non avrei mai più preso parte ad un altro caso finché non avessi reso possibile aiutare le donne americane ad avere le conoscenze necessarie per controllare le nascite. Sanger visitò le biblioteche pubbliche alla ricerca d'informazioni sulla contraccezione, ma non trovò nulla di disponibile. Rimase oltraggiata dal fatto che le donne della classe operaia non potessero avvalersi dei metodi contraccettivi, laddove invece quelle di classe superiore potevano aver accesso ai medici privati.

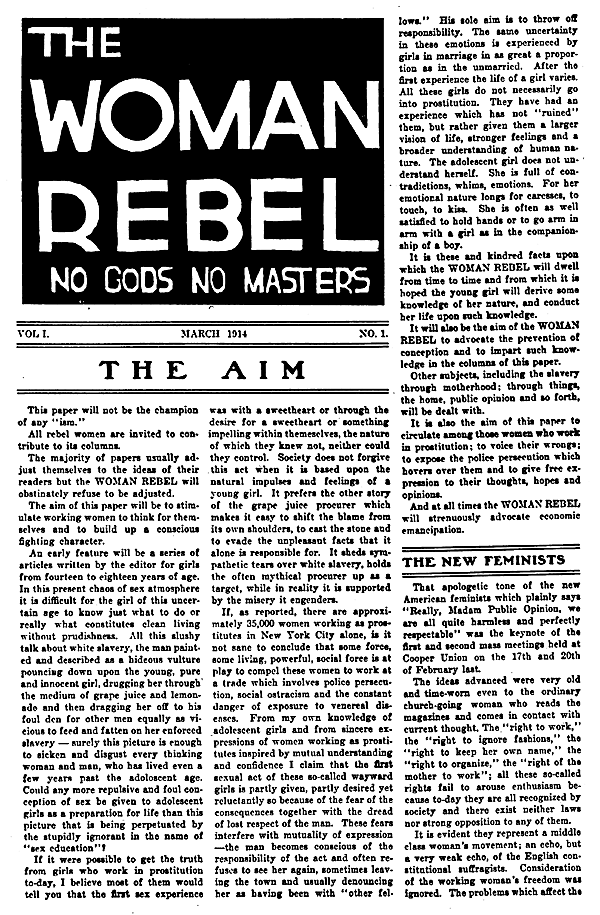
Copertina del primo numero di The Woman Rebel (marzo del 1914), il sottotitolo dichiara: "Né Dei né padroni".

Sotto l'influenza di Goldman e del "Movimento per la libertà di parola" Sanger divenne sempre più determinata a sfidare le Leggi Comstock le quali avevano bandito la diffusione di qualsiasi informazione contraccettiva; con questo obiettivo in mente lanciò nel 1914 The Woman Rebel, una newsletter mensile di 8 pagine che promuoveva la contraccezione utilizzando lo slogan "Né Dei né padroni".
Proclamò che ogni donna avrebbe dovuto essere "la padrona assoluta del proprio corpo". Fu lei stessa a coniare il termine "controllo delle nascite", che apparve per la prima volta nelle pagine del Rebel, come candidato alternativo migliore rispetto agli eufemismi utilizzati fino ad allora quale "limitazione familiare".
L'obiettivo di Sanger di sfidare apertamente la legge fu rispettato quando venne accusata nell'agosto del 1914, anche se i procuratori concentrarono la loro attenzione sugli articoli ch'ella aveva scritto nei riguardi del matrimonio inteso come "metodo di assassinio delle donne" piuttosto che sulla contraccezione. Temendo che potesse essere mandata in prigione senza aver avuto l'opportunità di discutere nell'aula di tribunale del controllo delle nascite riparò in Inghilterra per sfuggire all'arresto.
Mentre Sanger si trovava in Europa il marito continuò il suo lavoro, il che portò al suo arresto dopo aver distribuito la copia di un opuscolo sul controllo delle nascite ad un lavoratore postale sotto copertura. La sentenza ad un mese di carcere indusse diverse pubblicazioni mainstream tra cui Harper's Weekly e New York Tribune a far pubblicare articoli sul tema divenuto scottante e decisamente controverso.
Emma Goldman e l'anarchico Ben Reitman viaggiarono per il paese parlando a sostegno dei coniugi Sanger e distribuendo copie del pamphlet di Margaret intitolato Family Limitation. L'esilio di Sanger e l'arresto del marito sospinse il neonato Movimento per il controllo delle nascite in primo piano sulle copertine delle principali testate giornalistiche americane..

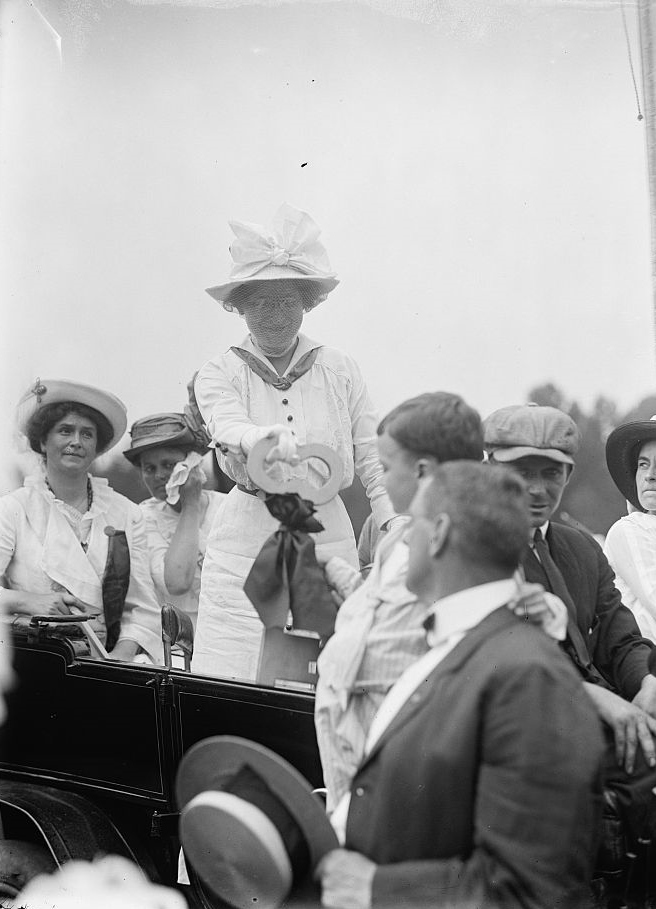
La suffragetta Mary Dennett nel 1913.

### Prime organizzazioni
Nella primavera del 1915 i sostenitori dei Sanger, guidati da Mary Dennett, formarono la "National Birth Control League" (NBCL), la prima organizzazione statunitense sul controllo delle nascite; nel corso di quello stesso anno altre piccole organizzazioni regionali vennero fondate a San Francisco, Portland, Seattle e infine anche a Los Angeles.
Sanger ritornò negli Stati Uniti in ottobre con l'espressa intenzione di aprire una clinica, modellata su quella che aveva avuto occasione di visitare ad Amsterdam; ma prima dovette combattere contro le accuse rivoltegli. L'allora celebre avvocato Clarence Darrow si offrì di difenderla gratuitamente, ma ciò non risultò essere necessario in quanto - inchinandosi davanti alla pressione esercitata dall'opinione pubblica - il governo si trovò nella costrizione di dover ritirare tutte le accuse all'inizio del 1916.
Non più sottoposta alla minaccia della prigione Sanger intraprese un giro di conferenze informative le quali ebbero un alto grado di successo; ciò la catapultò alla direzione del Movimento nazionale. Altre figure di rilievo come il sessuologo William J. Robinson e Dennett scelsero di lavorare fianco a fianco, ma rivolgendo la loro attenzione anche ad altre cause. Alla fine del 1916 Sanger visitò Boston per prestare il suo aiuto e sostegno alla "Massachusetts Birth Control League" e alla sua attivista imprigionata Van Kleeck Allison, poco più che ventenne.

### Prima clinica
Durante il suo tour di conferenze per gli Stati Uniti nel 1916 Sanger promosse l'istituzione di cliniche da adibire all'aiuto delle donne in difficoltà fondandosi sul modello olandese che aveva avuto l'occasione di osservare due anni prima. Anche se ispirò molte comunità locali a creare "Leghe" per il controllo per le nascite, non vennero inizialmente create delle cliniche apposite; Sanger decise quindi di fondarne lei stessa una a New York per fornire gratuitamente servizi contraccettivi alle donne.

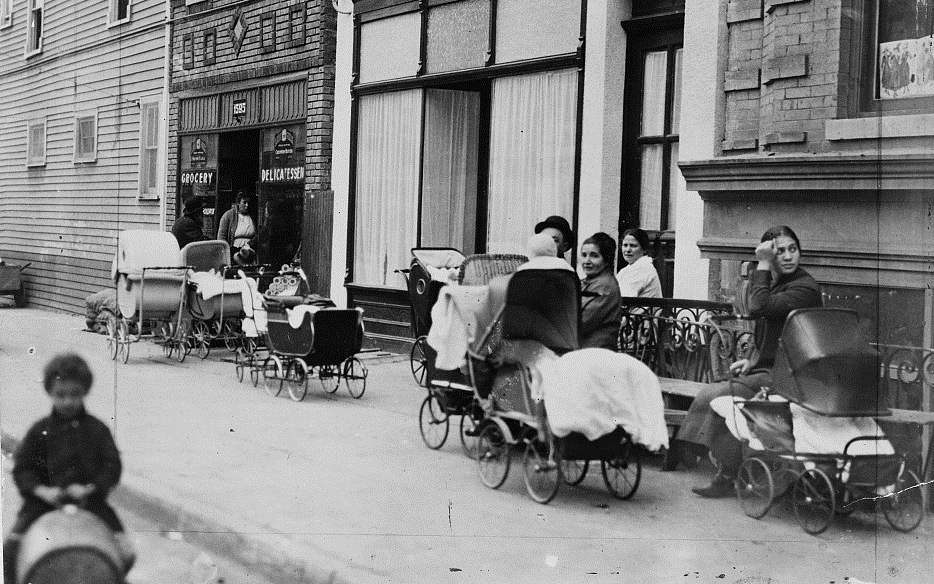
L'esterno della clinica per il controllo delle nascite di "Bronswill" a Brooklyn fondata nel 1916 da Margaret Sanger.

La legge statale dello stato di New York vietava la distribuzione o anche solo l'informazione sulla contraccezione, ma lei sperava di poter sfruttare una disposizione legislativa la quale consentiva ai medici di prescrivere anticoncezionali se volti a prevenire le "malattie veneree". Il 16 ottobre del 1916 aprì pertanto la clinica di "Brownsville" a Brooklyn; risultò un immediato successo, con oltre 100 donne che la visitarono solo nella giornata d'inaugurazione. Pochi giorni dopo la sua apertura una poliziotta sotto copertura vi acquistò un cappuccio cervicale e Sanger venne pertanto fatta arrestare.

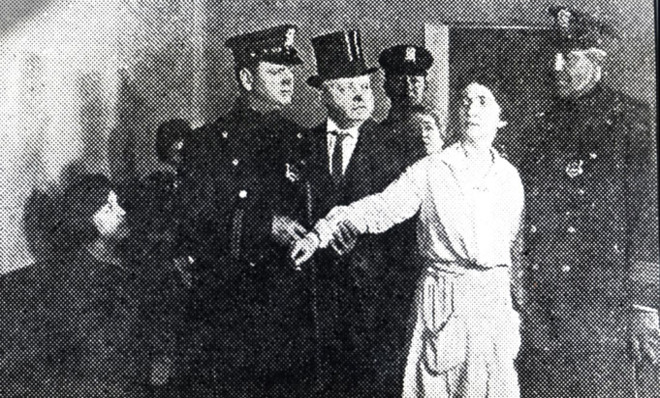
Margaret Sanger mentre viene portata via in catene dalla polizia dopo essere stata fatta arrestare all'interno della sua clinica di Broonswill.

Rifiutandosi di camminare con le loro gambe, Sanger e una collega dovettero essere trascinate fuori dai poliziotti a peso. La clinica fu posta sotto sequestro giudiziario; solo nel 1923 ne poté essere inaugurata un'altra. Il procedimento penale ebbe inizio nel gennaio del 1917 e Sanger trovò il sostegno di un gran numero di donne ricche ed influenti le quali si riunirono per formare il "Comitato dei cento", dedicato a raccogliere fondi per l'NBCL.
L'associazione cominciò anche a far pubblicare la rivista mensile Birth Control Review e stabilì una rete di connessione con alcune figure politiche di rilievo, attivisti e giornalisti. Nonostante il forte supporto che riuscì ad ottenere Sanger venne condannata; il giudice gli offrì uno sconto di pena se solo avesse promesso di non infrangere più la legge, ma ella rispose: "non posso rispettare la legge così come attualmente esiste". La sentenza fu di un mese di prigione.
Nel frattempo anche altri militanti stavano spingendo in direzione di una riforma progressista; la stessa Goldman fu arrestata nel 1916 per aver fatto circolare informazioni riguardanti la contraccezione. Il pediatra di origini tedesche Abraham Jacobi tentò di persuadere le comunità medica newyorkese a reclamare un cambiamento legislativo, che consentisse cioè ai medici di distribuire liberamente informazioni sulle tecniche contraccettive.

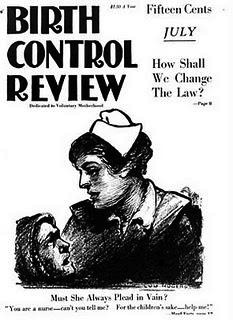
Copertina del 1919 del periodico Birth Control Review: una madre sofferente chiede a un'infermiera di aiutarla a prevenire altre gravidanze. La pubblicazione proseguì fino al 1940.

## Approvazione generalizzata
La pubblicità ottenuta dal processo in cui era stata coinvolta Sanger generò un enorme entusiasmo per la causa da lei propugnata; entro la fine del 1917 esistettero oltre 30 organizzazioni affiliate in tutto il territorio USA. Sanger fu sempre assai abile nei confronti delle pubbliche relazioni e riuscì ad utilizzare la fama scaturita dal procedimento contro di lei per far avanzare le proprie idee; alla fine emerse come il leader con maggior visibilità del movimento. Gli altri dirigenti di punta come William J. Robinson, Mary Dennett e Blanche Ames Ames non poterono competere con il carisma, il fascino e il fervore dimostrato da Sanger.
Il movimento cominciò ad evolvere dalle sue radici radicali incentrate preminentemente sulla classe operaia in una vasta campagna sostenuta da donne della "buona società" e da professionisti liberali. Sanger e i suoi colleghi iniziarono a ridurre la loro retorica radicale per sottolineare invece i benefici socioeconomici che sarebbero scaturiti dal controllo delle nascite, una politica questa che portò ad una maggiore accettazione da parte degli americani medi. La copertura mediatica aumentò e vari film muti prodotti negli anni 1910 si caratterizzarono proprio sul tema del controllo delle nascite, incluso il film documentario del 1917 Birth Control scritto, prodotto e interpretato da Sanger.
L'opposizione rimase però forte e serrò i ranghi; i legislatori statali si rifiutarono di legalizzare la contraccezione o anche solo la semplice distribuzione di informazioni su tema; i leader religiosi si fecero sentire, attaccando tutte quelle done che avessero scelto una "facile moda" rispetto alla maternità. Pure alcuni sostenitori dell'eugenetica si preoccuparono per il fatto che la contraccezione avrebbe finito con l'esacerbare il differenziale di natalità tra gli "originali" bianchi americani e gli afroamericani o gli immigrati.

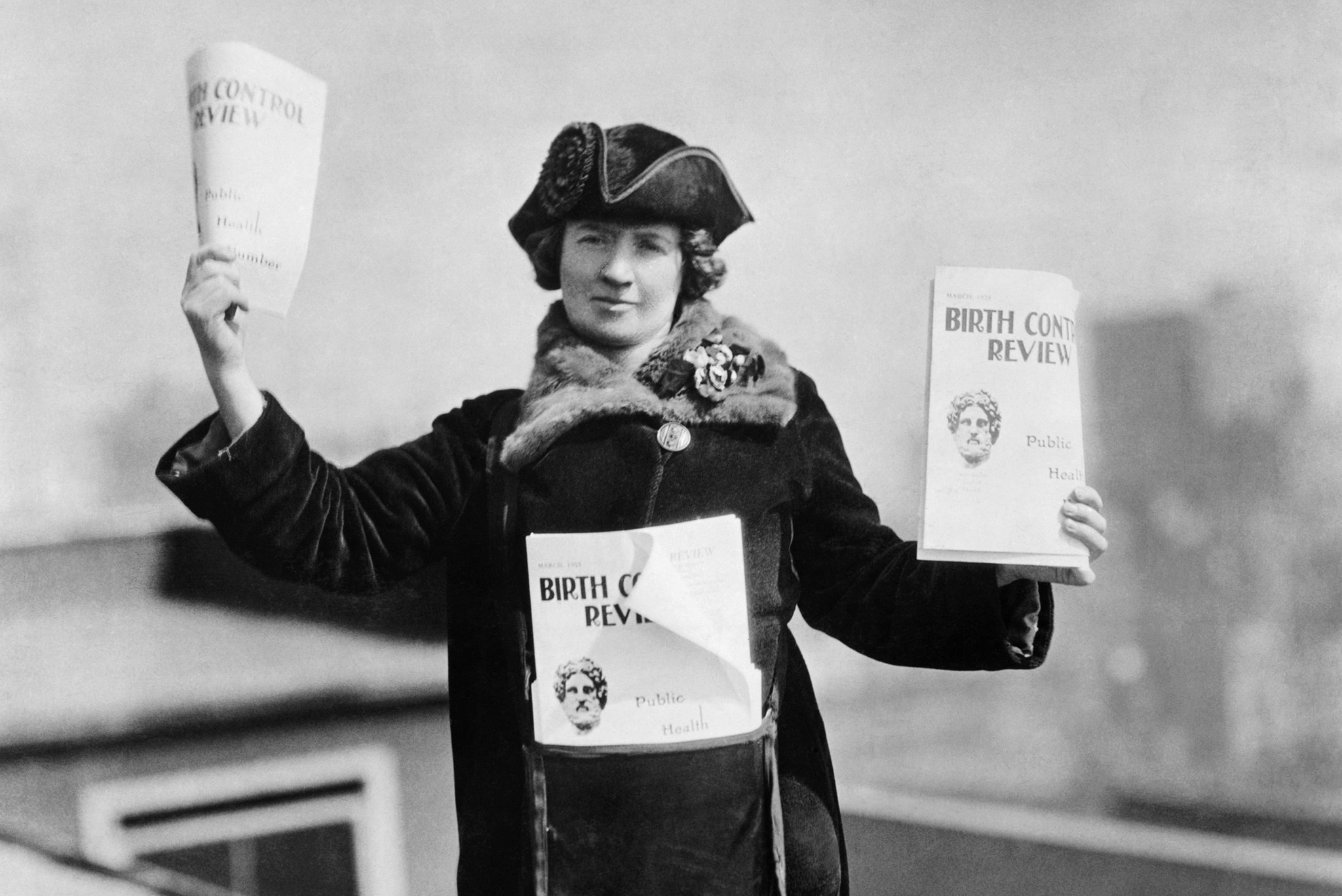
L'attivista e suffragetta Kitty Marion mentre distribuisce copie del Birth Control Review.

Sanger costituì la "New York Woman's Publishing Company" nel 1918 e, sotto i suoi auspici, divenne la redattrice capo del Birth Control Review. L'attivista britannica e suffragetta Kitty Marion vendette la rivista agli angoli delle strade newyorkesi per 20 cent a copia, sopportando aggressioni, minacce di morte, sputi e molestie poliziesche. Nel corso del 10 anni successivi Marion sarà arrestata 9 volte per la sua difesa del controllo delle nascite. 

### Vittoria legale
Sanger fece appello contro la sentenza che la riguardava, riuscendo ad ottenere una mezza vittoria nel 1918 in una decisione unanime della "Corte d'appello" newyorkese emessa dal giudice Frederick E. Crane; il parere del tribunale confermò la condanna, ma indicò anche che i tribunali sarebbero stati disposti a consentire la contraccezione se questa fosse stata prescritta dai medici. La decisione si rese applicabile solo per lo Stato di New York, ove si poterono così aprire le porte delle cliniche per il controllo delle nascite sotto la supervisione medica.

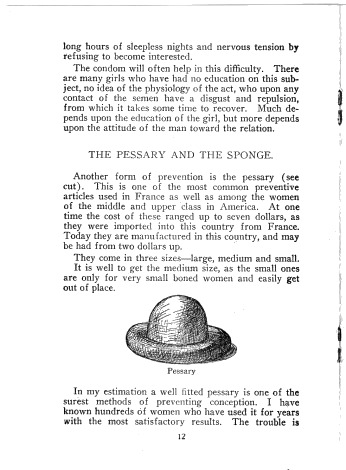
Pagina del pamphlet di Margaret Sanger intitolato Family Limitation (1914) in cui viene descritto un cappuccio cervicale.

Sanger però non approfittò immediatamente dell'opportunità concessagli, attendendo invece erroneamente che la professione medica si mettesse a sua volta alla guida del movimento; si concentrò invece sulla scrittura e le sue conferenze periodiche.

### Prima guerra mondiale e preservativi
Il movimento per il controllo delle nascite ricevette una spinta imprevista a seguito dell'entrata statunitense nella prima guerra mondiale; le United States Armed Forces sperimentarono difatti una crisi quando ad un gran numero dei suoi soldati vennero diagnosticati la sifilide e la gonorrea. I militari intrapresero allora un'ampia campagna educativa, per lo più concentrandosi sull'astinenza, ma offrendo anche alcune indicazioni contraccettive.
Sotto la pressione dei "difensori della purezza" essi non si spinsero però fino al punto di distribuire il profilattico né tanto meno insegnarono il loro uso migliore; quella statunitense fu l'unica forza militare della "Grande guerra" che non fornì preservativi alle proprie truppe. Appena giunti in Europa però i soldati americani trovarono prontamente i preservativi gommati e quando se e ritornarono oltreoceano continuarono ad usarli come uno dei metodi preferiti per il controllo delle nascite.
La campagna militare per il sesso sicuro segnò un importante punto di svolta per il movimento; si trattò della prima volta in cui un'istituzione governativa s'impegnò in una discussione pubblica e duratura sulle questioni inerenti alla sessualità. Il discorso pubblico del governo trasformò il "sesso" da un argomento segregato nel privato in una discussione legittima inerente alla ricerca scientifica; cambiò la visuale predominante sulla contraccezione, da un fatto eminentemente morale ad una questione di salute pubblica.

### Impegni legislativi
Nel corso della guerra Mary Dennett concentrò i propri sforzi nelle iniziative del pacifismo, ma nel 1918 tornò al movimento; continuò a guidare la "National Birth Control League" e a collaborare con il "New York Woman's Publishing Company" di Sanger. Nel 1919 Dennett fece pubblicare un pamphlet educativo intitolato The Sex Side of Life, che trattò il rapporto sessuale come un atto naturale e divertente. In quello stesso anno tuttavia, frustrata per la cronica mancanza di finanziamenti, Dennett chiuse la sua prima Lega per creare la "Voluntary Parenthood League".
Sia Dennett che Sanger proposero sostanziali modifiche legislative atte alla legalizzazione della contraccezione, ma adottarono approcci differenti; Sanger approvò la contraccezione ma solo sotto la supervisione di un medico, mentre Dennett spinse verso una sua accessibilità illimitata. Sanger, sostenitrice del diaframma, fu preoccupata per il fatto che l'accesso senza alcuna restrizione avrebbe condotto inevitabilmente ad un crollo della qualità del prodotto, oltre che a renderlo "malfamato" e vittima di eventuali pratiche fraudolente ("Quackery").
Dennett fu invece preoccupata per il fatto che richiedere alle donne di ricevere prescrizioni da parte dei medici avrebbe per lo più impedito al proletariato di ricevere la contraccezione; rimase inoltre assai dubbiosa nei riguardi della completa mancanza di medici addestrati sul tema. Entrambe le iniziative fallirono, in parte perché alcuni legislatori ritennero che la paura della gravidanza fosse l'unica cosa che avrebbe permesso alle donne di mantenersi in uno stato di castità.
All'inizio degli anni 1920 la posizione di leadership di Sanger all'interno del movimento si rafforzò in quanto tenne frequenti conferenze pubbliche e adottò misure per escludere Dennett da riunioni ed eventi.

### American Birth Control League
Anche se Sanger rimase impegnata nella pubblicazione del Birth Control Review per tutto il biennio 1919-20, in questo periodo non fu formalmente affiliata a nessuna delle principali organizzazioni per il controllo delle nascite. Nel 1921 si convinse che avrebbe dovuto associarsi con un gruppo formale per poter giungere a guadagnarsi il sostegno della società professionale e della comunità scientifica; piuttosto che unirsi ad un'organizzazione già esistente ritenne di doverne creare una nuova.
Come primo passo organizzò la prima conferenza americana per il controllo delle nascite, tenutasi nel novembre del 1921 a New York. Nel corso della serata conclusiva, mentre Sanger si stava preparando a tenere un discorso nel teatro affollato del municipio (il "The Town Hall"), la polizia fece irruzione e l'arrestò con l'accusa di star "fomentando disordini"; rispose gridando in scena che "abbiamo tutto il diritto di tenere questa riunione secondo i dettami costituzionali". Fu presto rilasciata, ma il giorno successivo si venne a sapere che Patrick Joseph Hayes, vescovo cattolico dell'Arcidiocesi di New York, aveva pressato la polizia per far interrompere la manifestazione.
Il "Town Hall raid" costituì un punto di svolta per il movimento; l'opposizione del governo e della comunità medica presto svanì, mentre fu la Chiesa cattolica romana ad emergere come avversario più deciso. Subito dopo la conclusione della conferenza Sanger e i suoi sostenitori istituirono l'"American Birth Control League" (ABCL).

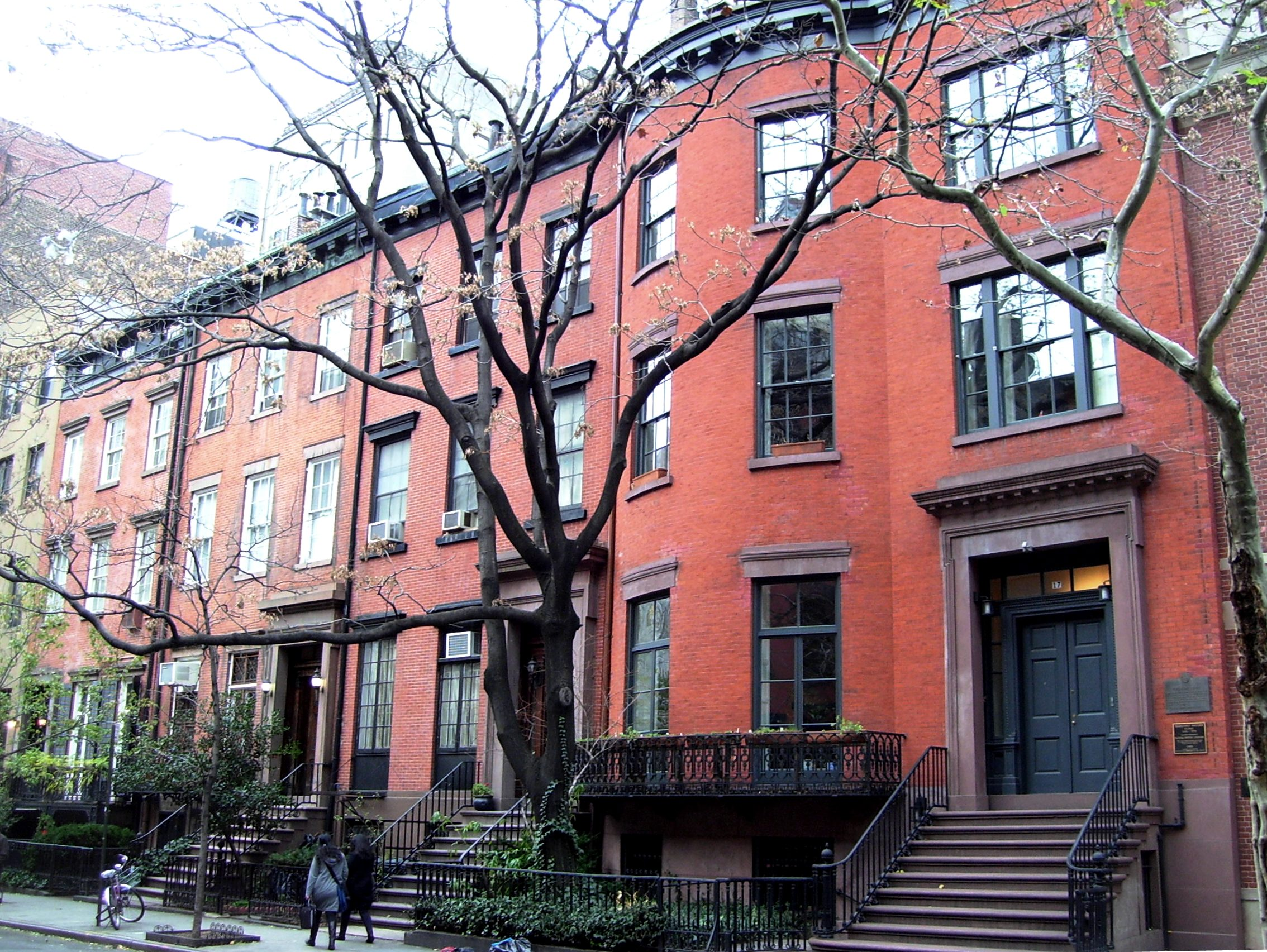
L'"Agenzia di Ricerca Clinica sul controllo del nascite" ha operato in questo edificio di New York dal 1930 al 1973.

### Seconda clinica
Quattro anni dopo che la Corte d'appello newyorkese aprì la possibilità per i medici di prescrivere gi anticoncezionali Sanger aprì una 2° clinica per il controllo
delle nascite, che collaborò con i medici per rendersi legale secondo la sentenza (la 1° clinica aveva utilizzato invece solo infermiere). Venne battezzata "Clinical Research Bureau" ed aprì i battenti il 2 gennaio del 1923.
Per cercare di evitare eventuali molestie poliziesche la sua esistenza non venne pubblicizzata; si affermò che la sua funzione principale sarebbe stata quella di condurre una ricerca scientifica e che avrebbe fornito i propri servizi solamente alle donne sposate. L'esistenza della clinica venne finalmente annunciata al pubblico a dicembre, ma questa volta non vi furono né arresti né controversie; questo fatto convinse gli attivisti che, dopo 10 anni di lotta, il controllo delle nascite era stato finalmente accettato negli Stati Uniti d'America.
Fu la prima clinica legale per il controllo delle nascite in territorio statunitense e rapidamente divenne il principale centro di ricerca contraccettivo al mondo.

## Progressi e sconfitte

### Riconoscimento diffuso
Dopo il successo dell'apertura della clinica nel 1923 la discussione pubblica sulla contraccezione divenne più comune e il termine "controllo delle nascite" si stabilì solidamente anche nel parlare comune del vernacolo. Delle centinaia di riferimenti ad esso nelle riviste e nei giornali degli anni 1920 più dei 2/3 risultarono essere dei commenti favorevoli. La disponibilità contraccettiva segnò la fine del severo moralismo repressivo imposto nel corso dell'era vittoriana e inaugurò l'emersione di una società sessualmente più permissiva.
Altri fattori che contribuirono all'instaurarsi di nuove norme sessuali includono la maggiore mobilità introdotta dall'uso dell'automobile, dallo stile di vita urbano più portato all'anonimato e dall'euforia del periodo interbellico (la famosa età del jazz con i suoi "anni ruggenti"). I sociologi che esaminarono nel loro caso di studio le donne di Muncie (Indiana) nel 1925 rilevarono che la totalità delle appartenenti alle classi superiori approvavano il controllo delle nascite, mentre quelle a favore della classe operaia erano più dell'80%.
Il tasso di natalità in America diminuì del 20% tra il 1920 e il 1930, principalmente a causa di un sempre maggior utilizzo dei metodi di contraccezione.

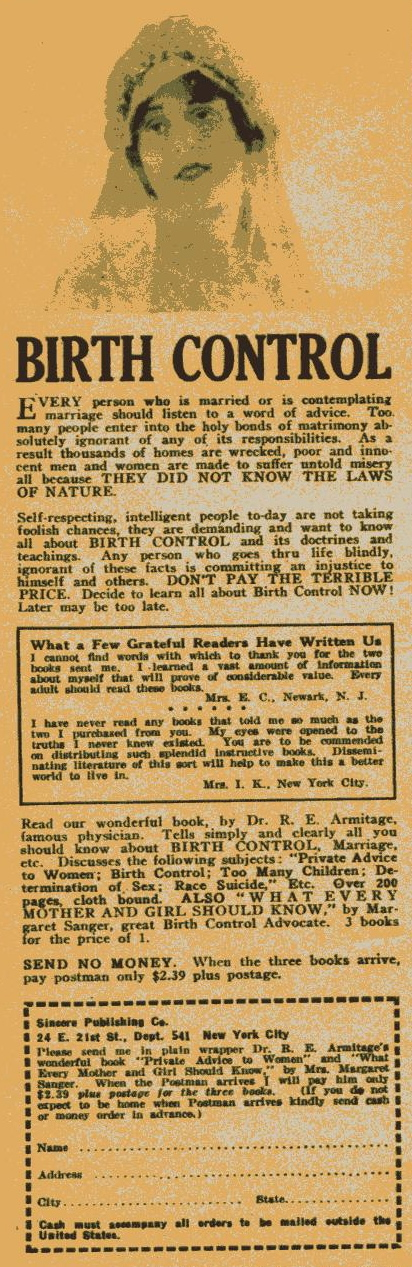
Annuncio giornalistico del 1926.

### Opposizione
Sebbene le cliniche diventassero più comuni alla fine degli anni 1920 il movimento si trovò ancora ad affrontare sfide significative; grandi settori della comunità medica rimasero in larga parte renitenti, mentre i difensori del controllo delle nascite vennero inseriti in una "lista nera" dall'industria radiofonica e le leggi Statali e federali - benché generalmente non le facessero applicare - considerarono ancora la contraccezione come "atto proibito". L'avversario più tenace si rivelò essere la Chiesa cattolica negli Stati Uniti d'America, che mobilitò l'opposizione in molti luoghi durante gli anni 1920.
I cattolici riuscirono a persuadere il consiglio comunale di Syracuse (New York) impedendo a Sanger di tenere un discorso nel 1924; il meeting annuale del "National Catholic Welfare Council" fece gruppo di pressione contro il controllo delle nascite; i Cavalieri di Colombo attuarono un boicottaggio degli alberghi in cui vennero ospitati eventi sul tema; il commissario cattolico della polizia di Albany (New York) impedì a Sanger di parlare; il sindaco cattolico di Boston James Michael Curley ne fece interrompere con la forza una conferenza; diversi cinegiornali, cedendo alla pressione, si rifiutarono di raccogliere storie relative al controllo delle nascite.
Ma l'ABCL riuscì a trasformare alcuni dei casi di boicottaggio a proprio vantaggio invitando la stampa e concedendo interviste pubbliche, con una conseguente copertura di notizie che spesso generò un sentimento di simpatia nell'opinione pubblica nei confronti della causa. Tuttavia la lobbying cattolica u particolarmente efficace nell'arena legislativa, là ove i suoi argomenti - che la contraccezione fosse "innaturale", dannosa e soprattutto "indecente" - impedirono molte iniziative, tra cui un tentativo di Mary Dennett nel 1924 di ribaltare le leggi anti-concezionali federali..
Decine di cliniche per il controllo delle nascite vennero aperte in molti degli Stati federati degli Stati Uniti d'America nel corso degli anni 1920, ma non senza numerosi incidenti. Nel 1929 la polizia newyorkese fece irruzione in una clinica arrestando 2 medici e 3 infermiere accusandoli di distribuzione d'informazioni contraccettive che non sarebbero state correlate alla prevenzione delle malattie. Nel processo che ne seguì L'ABCL ottenne una vittoria importante, in quanto il giudice stabilì che l'uso di anticoncezionali per prevenire una gravidanza costituisse un trattamento medico legittimo se portava benefici alla salute della madre.
Il caso penale, in cui molti medici di primo piano servirono come testimoni della difesa, condusse un grande parte della comunità medica dalla parte dei sostenitori dl controllo delle nascite.

### Eugenetica e razza
Prima dell'avvento del movimento per il controllo delle nascite l'eugenetica era divenuta molto popolare sia in Europa che negli Stati Uniti e l'argomento fu ampiamente discusso in articoli scientifichi, film e conferenze.. Gli eugenetici ebbero sentimenti contrastanti nei riguardi della contraccezione; si preoccuparono paer il suo esacerbare il differenziale di natalità esistente tra le cosiddette "razze superiori" e quelle "inferiori", ma ne riconobbero anche il valore come strumento di "miglioramento razziale".

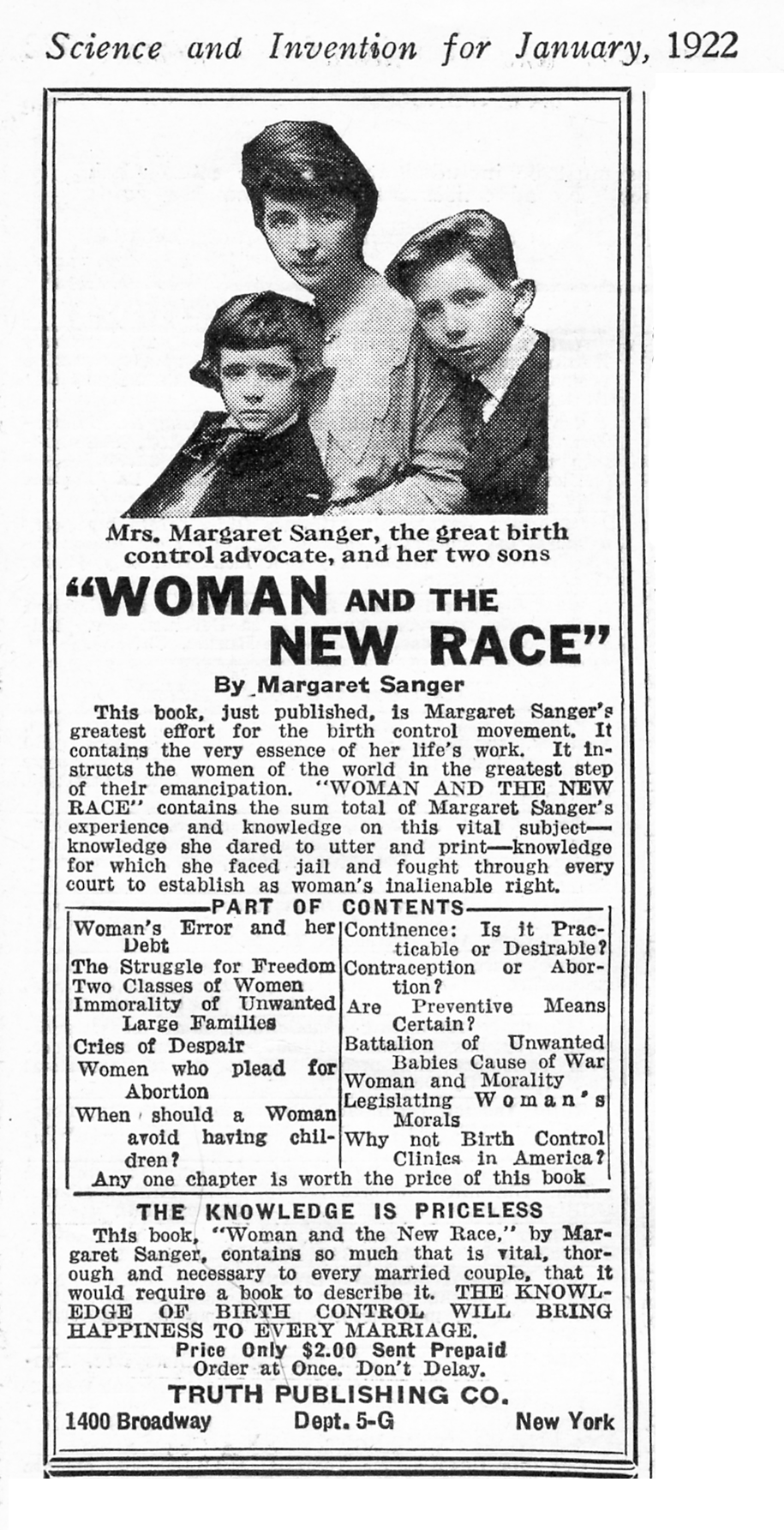
Woman and the New Race, la foto ritraeMargaret Sanger con i suoi figli.

I leader del movimento non considerarono mai l'eugenetica come uno dei loro obiettivi primari, concentrandosi invece sulla libertà di espressione e sui diritti delle donne; nonostante questo attorno al 1920 cominciarono a fare causa comune, sperando in tal maniera d'ampliare la propria base di supporto. L'eugenetica sostenne le finalità del movimento correlando le nascite in eccedenza con una maggiore situazione di povertà generale, oltre che di criminalità e malattie. Sanger fece pubblicare due pamphlet nei primi anni 1920 i quali approvarono esplicitamente l'eugenetica; Woman and the New Race e The Pivot of Civilization.
Sanger ed altri suoi collaboratori sostennero l'eugenetica negativa, cioè lo scoraggiare la procreazione delle "persone inferiori", mentre non supportarono mai né l'eutanasia né l'eugenetica positiva (l'incoraggiare la riproduzione delle "persone superiori"). Molti eugenetici si rifiutarono di dare il loro sostegno al movimento a causa dell'insistenza di Sanger posta sul fatto che il dovere primario di una donna era nei confronti di se stessa e non verso lo Stato.
Come molti altri bianchi americani negli anni 1930 alcuni capi del movimento credettero che la "razza" bianca fosse superiore a quella Negroide; presero in seria considerazione l'ipotesi che voleva gli afroamericani essere intellettualmente arretrati, pertanto essi sarebbero stati relativamente incompetenti nella gestione della propria salute, pertanto se ne richiedeva un supervisione speciale da parte dei bianchi.
Il dominio dei bianchi sia nella direzione del movimento che nel personale medico provocò accuse di razzismo da parte dei neri, facendo questì ultimi intravedere il sospetto che l'adozione in grandi dimensioni del controllo delle nascite avrebbe di conseguenza condotto ad un "suicidio di razza"; questi sospetti vennero interpretati da alcuni dei difensori della contraccezione come una mancanza d'interesse e di coscienza nei confronti della salute pubblica.
Nonostante tali incomprensioni reciproche molti leader afroamericani sostennero gli sforzi per fornire la possibilità della contraccezione alla loro comunità. Nel 1929 James H. Hubert, membro della National Urban League newyorkese e attivista sociale nero, chiese a Sanger di far aprire una clinica ad Harlem; ella si assicurò i fondi grazie all'apporto di Julius Rosenwald, un ebreo americano impegnato nella filantropia e riuscì ad aprire la clinica con personale medico afroamericano nel 1930.

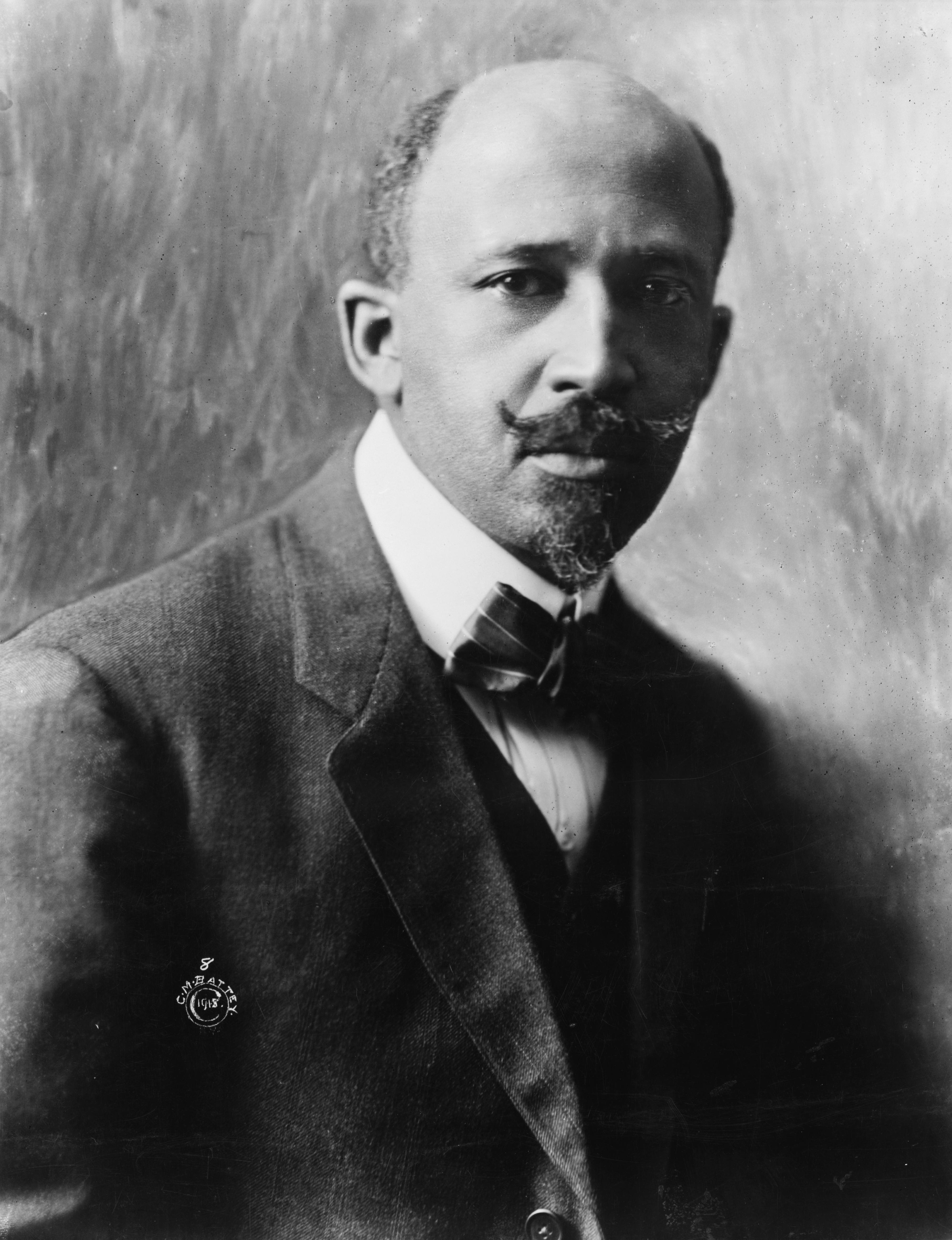
William Edward Burghardt Du Bois nel 1918; approvò l'apertura di una clinica per il controllo delle nascite ad Harlem nel 1930.

La struttura venne diretta da un consiglio composto da 15 membri costituito da medici, infermieri clero, giornalisti e assistenti sociali neri. Fu pubblicizzata nella stampa e nelle chiese afroamericane e ricevette l'approvazione di William Edward Burghardt Du Bois, co-fondatore della National Association for the Advancement of Colored People.
All'inizio degli anni 1940 la "Birth Control Federation of America" (oggi Planned Parenthood) avviò un programma denominato "Negro Project", gestito dalla "Division of Negro Service" (DNS); come per la clinica di Harlem l'obiettivo primario del DNS e dei suoi programmi fu quello di migliorare per quanto possibile la salute materna e infantile. Basandosi sul suo lavoro ad Harlem Sanger suggerì al DNS che gli afroamericani avrebbero avuto maggiori probabilità di richiedere e ricevere un giusto consiglio da un medico della propria "razza"; ma altri leader alla fine prevalsero ed insistettero affinché fossero i bianchi a venire impiegati negli sforzi congiunti.
Le azioni e le dichiarazioni apertamente improntate alla discriminazione dei maggiori leader del movimento durante tutti gli anni 1920 e 1930 portarono a continue affermazioni secondo cui esso sarebbe stato di matrice razzista ed avrebbe accresciuto il razzismo negli Stati Uniti d'America.

### Ampliamento della disponibilità
Due importanti decisioni legali emesse negli anni 1930 contribuirono ad aumentare l'accessibilità dei contraccettivi. Nel 1930 due produttori di profilattici si denunciarono reciprocamente per violazione di copyright sulla marca brevettata; fu il Youngs Rubber case; il giudice concluse, tra l'altro, che la produzione di contraccettivi fosse un'attività imprenditoriale del tutto legittima. Ma si spinse anche oltre e dichiarò che la legge federale la quale vietava la spedizione degli anticoncezionali via posta non fosse legalmente sostenibile.
Sanger ne approfittò immediatamente nel tentativo di forzare una seconda sentenza quando ordinò una serie di diaframmi dal Giappone nel 1932, con l'intenzione di provocare una battaglia decisiva nei tribunali; i diaframmi vennero fatti confiscare alla dogana e la seguente fida legale portò alla sentenza del 1936 United States contro One Package of Japanese Pessaries emessa dal giudice Augustus Noble Hand. La sua decisione rovesciò un'importante disposizione delle leggi anticoncezionali vigenti che vietavano ai medici di procurarsi contraccettivi.
Questa vittoria motivò l'American Medical Association nel 1937 ad adottare definitivamente la contraccezione come un normale servizio medico e una componente fondamentale dei curriculum scolastici in medicina. Tuttavia la classe medica accettò la nuova responsabilità lentamente e le donne nella maggior parte dei casi continuarono a contare su consulenze contraccettive non sicure e inefficaci da fonti mal informate almeno fino agli anni 1960.
Nel 1938 esistettero oltre 400 produttori che commercializzavano contraccettivi; oltre 600 marche di anticoncezionali femminili erano disponibili, con ricavi industriali superiori ai 250 milioni di dollari annui. Il profilattico cominciò ad essere venduto nei distributori automatici posizionati all'interno dei bagni pubblici e gli uomini spesero 2 volte tanto per i preservativi rispetto che per la rasatura.

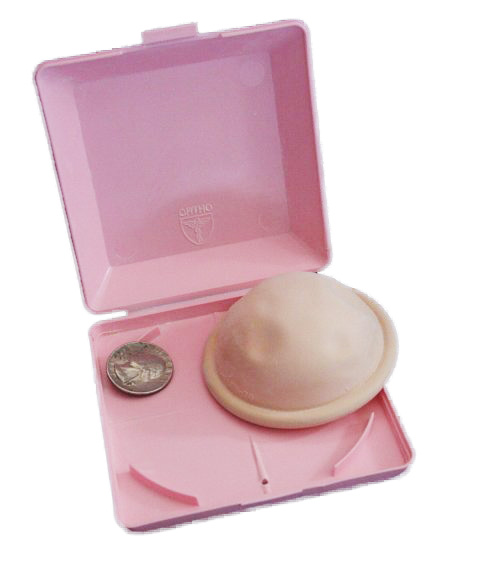
Esempio di moderno diaframma, il dispositivo femminile di controllo delle nascite più diffuso prima dell'avvento della pillola anticoncezionale (mostrato qui con una moneta per raffrontarne la scala di grandezza).

Anche se esso divenne sempre più abituale nel corso degli anni 1930 le femministe all'interno del movimento ritennero che il controllo delle nascite avrebbe dovuto essere una prerogativa della donna, continuando in tal modo a spingere per lo sviluppo di un anticoncezionale che fosse direttamente sotto il controllo della donna: fu questa una campagna che in ultima analisi si mosse in direzione della creazione della pillola anticoncezionale avvenuta decenni dopo.
Per far aumentare la disponibilità di contraccettivi di alta qualità i difensori del controllo delle nascite istituirono la società "Holland–Rantos" per la loro produzione, principalmente diaframmi essendo questo il metodo maggiormente consigliato da Sanger. Negli anni 1930 il diaframma con gelatina spermicida divenne la forma più comune di contraccezione; nel 1938 gli anticoncezionali femminili rappresentarono l'85% del totale delle vendite contraccettive annuali.

### Planned Parenthood
La battaglia legale del 1936 (il caso United States contro One Package of Japanese Pessaries) riunificò le due organizzazioni esistenti per il controllo delle nascite, l'"American Birth Control League" e il "Clinical Research Bureau"; unirono le forze per poter meglio elaborare la strategia difensiva di maggior successo. I leader di entrambi i gruppi considerarono la situazione come un momento favorevole alla fusione delle due associazioni. Nel 1937, con lo scopo di realizzare il consolidamento in atto, venne istituito il "Birth Control Council of America" sotto la guida di Margaret Sanger.
Nel 1939 si costituì l'unione con la "Birth Control Federation of America" (l'odierna Planned Parenthood). Sebbene Sanger continuasse la propria opera nel ruolo di presidentessa, non ebbe più il potere che aveva durante i primi anni del movimento e, nel 1942, forze più conservatrici all'interno dell'organizzazione fecero sì che si arrivasse al cambiamento del nome della federazione in "Planned Parenthood Federation of America"; una denominazione a cui Sanger si oppose in quanto ritenuto troppo eufemistico.
Dopo la seconda guerra mondiale la leadership sottolineò la propria vicinanza al femminismo radicale e spostò al contempo l'attenzione su tematiche più moderate come la "pianificazione familiare" e la politica demografica.
Il movimento per la legalizzazione del controllo delle nascite giunse ad una sua naturale conclusione graduale nel lasso di tempo in cui venne istituita la "Planned Parenthood". Nel 1942 esistettero più di 400 organizzazioni per il controllo delle nascite nel territorio degli Stati Uniti d'America; la pratica della contraccezione venne completamente abbracciata dalla professione medica e le Leggi Comstock anti-contraccettivi (che rimanevano ancora teoricamente sui libri legali) furono assai raramente applicate.

## Legalizzazione e conseguenze
Dopo il 1945 la promozione dei diritti riproduttivi è entrata in una nuova era, concentrandosi sull'aborto, sui finanziamenti pubblici e sulla copertura assicurativa.
L'Advocacy del controllo delle nascite ha assunto anche un aspetto più globale in quanto le organizzazioni di diversi paesi del mondo incominciarono a collaborare attivamente tra loro. Nel 1946 Sanger aiutò a fondare l'"International Committee on Planned Parenthood", il quale in seguito evolvette nell'"International Planned Parenthood Federation"; quest'ultima diventò presto la più grande organizzazione non governativa internazionale di pianificazione familiare esistente al mondo.
Nel 1952 John Davison Rockefeller III fondò l'influente "Population Council". Il timore nei confronti di una sovrappopolazione globale divenne una questione importante nel corso degli anni 1960, generando preoccupazioni in relazione all'inquinamento, alla carenza di risorse e alla qualità di vita; ciò portò a campagne per il controllo delle nascite ben finanziate in tutto il mondo.
La "Conferenza internazionale sulla popolazione e lo sviluppo" del 1994 e la "Quarta conferenza internazionale sulle donne di Pechino" del 1995 hanno affrontato le questioni del controllo delle nascite ed influenzato le dichiarazioni concernenti i diritti umani le quali hanno affermato i diritti delle donne ad avere il pieno controllo del proprio corpo.

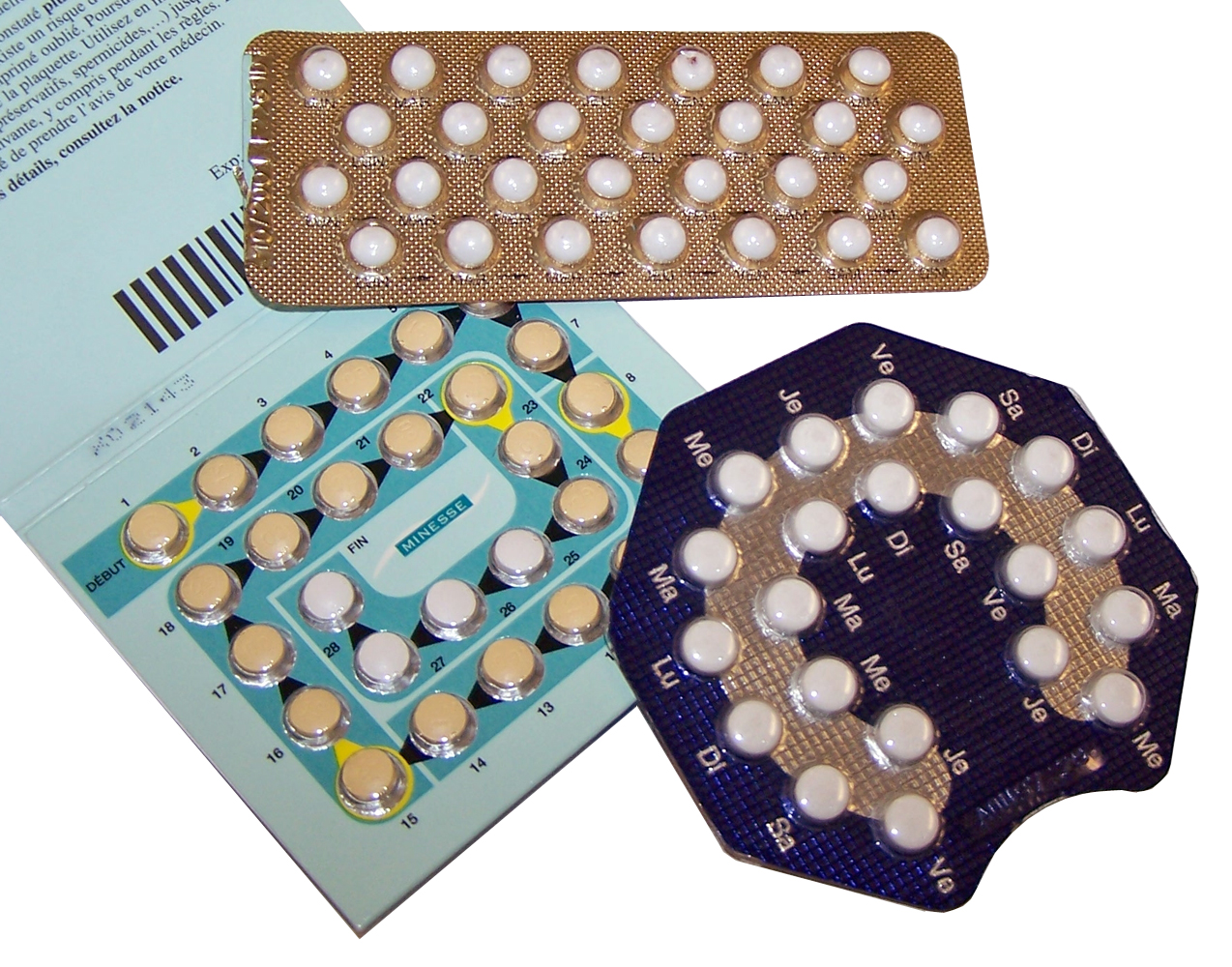
Tipi di pillola anticoncezionale in commercio.

A partire dai primi anni 1950 la femminista e filantropa Katharine McCormick fornì i fondi per il lavoro svolto dal biologo Gregory Pincus atto a sviluppare la prima pillola anticoncezionale, approvata alla fine dalla Food and Drug Administration (FDA) nel 1960. La pillola è diventata molto popolare ed ha avuto un impatto decisivo sull'intera società e sulla cultura popolare. Essa ha contribuito ad un forte incremento dei tassi di laurea femminili.
Nel corso degli anni 1960 sono state introdotte anche nuove forme di dispositivi come la spirale intrauterina, aumentando così la popolarità dei contraccettivi reversibili a lunga durata. Nel 1965 la Corte suprema degli Stati Uniti d'America ha sentenziato nel caso Griswold contro Connecticut che il divieto federale per le coppie sposate di utilizzare strumenti per il controllo delle nascite fosse del tutto incostituzionale.
Nel 1967 l'attivista Bill Baird è stato arrestato per aver distribuito una schiuma contraccettiva e un profilattico ad uno studente durante una conferenza sul controllo delle nascite e l'aborto presso l'Università di Boston. Il ricorso d'appello sulla sua condanna ha condotto la "Corte suprema" nel 1972 in Eisenstadt contro Baird ad estendere la precedente sentenza del 1965 anche alle coppie non sposate; legalizzando quindi di fatto la contraccezione per tutti gli americani
Nel 1970 il Congresso degli Stati Uniti d'America ha inine rimosso i riferimenti alla contraccezione dalle leggi federali anti-oscenità e nel 1973 in Roe contro Wade si è deciso di rendere legale l'aborto durante il primo trimestre della gravidanza. Sempre nel 1970 il "Titolo X" del Public Health Service Act (legge sul servizio sanitario pubblico) è stato emanato anche come parte della "guerra alla povertà", rendendo disponibile la pianificazione familiare e i servizi sanitari preventivi ai non assicurati e a coloro che dsponevano solo di un basso reddito.
Senza servizi di pianificazione familiare finanziati a livello pubblico, secondo il "Guttmacher Institute", il numero di gravidanze non intenzionali e aborti negli Stati Uniti tra le donne povere sarebbe quasi superiore di 2/3, mentre il solo numero di gravidanze non desiderate sarebbe il doppio. Secondo il Dipartimento della Salute e dei Servizi Umani degli Stati Uniti d'America la pianificazione familiare finanziata a livello pubblico consente di risparmiare 4 dollari in spese mediche per ogni dollaro speso per i servizi.
Nel 1982 i produttori europei di farmaci hanno sviluppato il Mifepristone, inizialmente utilizzato come contraccettivo, ma che poi è stato generalmente prescritto come Prostaglandina per indurre l'aborto in gravidanza fino al 4 mese di gestazione.
Per evitarne il boicottaggio organizzato dei consumatori da parte del movimento pro-life il produttore ha donato i diritti di fabbricazione statunitensi ai "Danco Laboratories", società costituita da assertori della "libera scelta", con l'unico scopo di distribuirlo e quindi renderlo immune dagli effetti dei boicottaggi.
Nel 1997 la FDA ha approvato la prescrizione della contraccezione post-coitale, una pillola di emergenza nota come "pillola del giorno dopo", che è diventata disponibile come farmaco da banco a partire dal 2006. Nel 2010 l'Ulipristal acetato, un contraccettivo d'emergenza maggiormente efficace, è stato approvato per l'uso fino a 5 giorni dopo il rapporto sessuale non protetto.
Tra il 50 e il 60% delle pazienti che ricorrono all'aborto rimangono incinte in circostanze in cui avrebbero potuto essere utilizzati i contraccettivi di emergenza; questi, incluso il Levonorgestrel, si sono rivelati essere un altro campo di battaglia nella guerra sui diritti riproduttivi. Gli oppositori della contraccezione d'emergenza la considerano difatti alla stregua dell'aborto, poiché può interferire sulla capacità di un embrione fecondato d'impiantarsi nell'utero; mentre i suoi sostenitori sostengono invece che non si tratta affatto di una forma di aborto in quanto l'assenza d'impianto significa che la gravidanza non è mai iniziata.
Nel 2000 l'"Equal Employment Opportunity Commission" ha stabilito che le società che hanno fornito un'assicurazione per i farmaci da prescrizione ai propri dipendenti, escludendone però quelli per il controllo delle nascite, violavano la Civil Right Act (1964).
Il presidente degli Stati Uniti d'America Barack Obama ha firmato il 23 marzo del 2010 la Patient Protection and Affordable Care Act (ACA). A partire dal 1º agosto del 2011 è stata aggiunta anche la contraccezione femminile ad un elenco i servizi preventivi forniti dall'ACA, che verrebbero in tal modo forniti senza il co-pagamento del paziente. Il mandato federale (Contraceptive mandate) si applica a tutti i nuovi piani di assicurazione sanitaria negli Stati federati degli Stati Uniti d'America dal 1º agosto del 2012. I piani non supportati non dovevano essere rispetti se non fossero cambiati sostanzialmente.
Per esserne esenti i piani di gruppo o individuali dovevano essere in atto prima che il presidente avesse firmato la legge, altrimenti dovevano rispettare la nuova normativa. Il "Guttmacher Institut" ha rilevato che anche prima che il mandato federale venisse attuato almeno 28 Stati avevano già i propri mandati che richiedevano un'assicurazione sanitaria per coprire i contraccettivi di prescrizione; ma il regolamento federale è stato innovato impedendo alle compagnie assicurative di pagare parte del costo del paziente.
Nel 2017 l'amministrazione di Donald Trump ha emesso una sentenza che consente agli assicuratori e ai datori di lavoro di rifiutarsi di fornire i servizi per il controllo delle nascite, se ciò andasse contro le proprie personali credenze religiose o convinzioni morali.

### Fonti principali
- Baker, Jean H. (2011), Margaret Sanger: A Life of Passion, Macmillan, ISBN 978-0-8090-9498-1.
- Buchanan, Paul D. (2009), American Women's Rights Movement: A Chronology of Events and of Opportunities from 1600 to 2008, Branden Books, ISBN 978-0-8283-2160-0.
- Chesler, Ellen (1992), Woman of Valor: Margaret Sanger and the Birth Control Movement in America, Simon & Schuster, ISBN 0-671-60088-5.
- Cox, Vicki (2004), Margaret Sanger: Rebel For Women's Rights, Chelsea House Publications, ISBN 0-7910-8030-7.
- Engelman, Peter C. (2011), A History of the Birth Control Movement in America, ABC-CLIO, ISBN 978-0-313-36509-6.
- Gordon, Linda (1976), Woman's Body, Woman's Right: A Social History of Birth Control in America, Grossman Publishers, ISBN 978-0-670-77817-1.
- Gordon, Linda (2002), The Moral Property of Women: a History of Birth Control Politics in America, University of Illinois Press, ISBN 978-0-252-02764-2.
- Hajo, Cathy Moran (2010), Birth Control on Main Street: Organizing Clinics in the United States, 1916–1939, University of Illinois Press, ISBN 978-0-252-03536-4.
- Jackson, Emily (2001), Regulating reproduction: law, technology and autonomy, Hart Publishing, ISBN 978-1-84113-301-0.
- Kennedy, David (1970), Birth Control in America: The Career of Margaret Sanger, Yale University Press, ISBN 978-0-300-01495-2.
- McCann, Carole Ruth (1994), Birth Control Politics in the United States, 1916–1945 , Cornell University Press, ISBN 978-0-8014-8612-8.
- McCann, Carole Ruth (2010), "Women as Leaders in the Contraceptive Movement", in Gender and Women's Leadership: A Reference Handbook, Karen O'Connor (Ed), SAGE, ISBN 978-1-4129-6083-0.
- Tone, Andrea (2002), Devices and Desires: A History of Contraceptives in America, Hill and Wang, ISBN 978-0-8090-3816-9.

### Selezione di opere sul movimento per il controllo delle nascite
- Bocker, Dorothy (1924), Birth Control Methods, BCCRB.
- Davis, Katharine Bement (1922), "A Study of the Sex Life of the Normal Married Woman", Journal of Social Hygiene 8 (April, 1922): 173–89.
- Dennett, Mary (1919), The Sex Side of Life, published by author. 1919 edition, Google books
- Mary Dennett (1926), Birth Control Laws: Shall We Keep Them, Abolish Them, or Change Them?, Frederick H. Hitchcock.
- Robert Latou Dickinson (1942), Techniques of Contraception Control, Williams & Wilkins.
- Charles Knowlton, Fruits of philosophy: a treatise on the population question, a cura di Annie Besant e Charles Bradlaugh, San Francisco, Reader's Library, October 1891  [1840], OCLC 626706770. A publication about birth control. View original copy.
- Robert Dale Owen (1831), Moral Physiology, or A Brief and Plain Treatise on the Population Question, 1842 edition, (Google books)
- Margaret Sanger (1911), What Every Mother Should Know, Based on a series of articles Sanger published in 1911 in the New York Call, which were, in turn, based on a set of lectures Sanger gave to groups of Socialist party women in 1910–11. Multiple editions published through the 1920s, by Max N. Maisel and Sincere Publishing, with the title What Every Mother Should Know, or how six little children were taught the truth. 1921 edition, Michigan State University Archiviato il 2 settembre 2022 in Internet Archive.
- Sanger, Margaret (1914), Family Limitation, a 16-page pamphlet; also published in several later editions. 1917, 6th edition, Michigan State University Archiviato il 2 settembre 2022 in Internet Archive.
- Sanger, Margaret (1916), What Every Girl Should Know, Max N. Maisel; 91 pages; also published in several later editions. 1920 edition, Michigan State University Archiviato il 2 settembre 2022 in Internet Archive.; 1922 edition, Michigan State University Archiviato il 2 settembre 2022 in Internet Archive.
- Sanger, Margaret (1920), Woman and the New Race, Truth Publishing, forward by Havelock Ellis. Harvard University, Project Gutenberg, Google Books
- Sanger, Margaret (1922), The Pivot of Civilization, Brentanos. 1922 edition, Project Gutenberg; 1922 edition, Google Books
- Stone, Hannah (1925), Contraceptive Methods – A Clinical Survey, ABCL.